# トニ・ドムジョニ
トニ・ドムジョニ（Toni Domgjoni、1998年9月4日 - ）は、クロアチア・コプリヴニツァ出身のスイス系コソボ人サッカー選手。SBVフィテッセ所属。ポジションはMF。コソボ代表。

## クラブ経歴
クロアチアのコプリヴニツァに生まれ、2009年にスイスのFCチューリッヒへと移った。2018年3月17日、BSCヤングボーイズとのリーグ戦にて先発出場してプロデビューを飾り、プロ2試合目となったFCシオンとの試合ではプロ初ゴールを挙げたが、試合は1-1でのドローに終わった。
2021年5月25日、エールディヴィジのSBVフィテッセに移籍し、3年契約を結んだ。

## 代表経歴
FCチューリッヒ在籍中にスイス国籍取得後、2016年からスイスの各世代別代表に招集され、2021年にはU-21スイス代表としてUEFA U-21欧州選手権2021に出場した。
2021年10月1日、コソボサッカー連盟よりドムジョニのナショナルチーム変更が発表され、スイスからコソボへと鞍替えをした。翌年3月24日、ブルキナファソ代表との親善試合でコソボ代表デビューを果たした。